# ボイススイッチ
ボイススイッチは、アニマックスで2014年4月6日から2015年3月29日まで放送された声優番組。毎週日曜日 20:55 - 21:00に放送。

## 概要
毎回異なる声優を2週にわたって特集し、その素顔に迫るインタビュー形式のミニ番組。1週目は仕事、2週目はプライベートに関するインタビューを行う。
放送終了後は、「アニマックスPLUS」にて特別編集版がVOD配信される。
また、『読売新聞』夕刊（東京本社発行）ではインタビューのテキスト版が掲載されている。

## ゲスト
- 第1回 - 岡本信彦（2014年4月6日・4月13日）
- 第2回 - KENN（4月20日・4月27日）
- 第3回 - 関智一（5月11日・5月18日）
- 第4回 - 内山昂輝（5月25日・6月1日）
- 第5回 - 平川大輔（6月8日・6月15日）
- 第6回 - 茅野愛衣（6月22日・6月29日）
- 第7回 - 上坂すみれ（7月6日・7月13日）
- 第8回 - 島﨑信長（7月20日・7月27日）
- 第9回 - 小西克幸（8月10日・8月17日）
- 第10回 - 神谷浩史（8月24日・8月31日）
- 第11回 - 悠木碧（9月7日・9月14日）
- 第12回 - 総集編（9月21日・9月28日）
- 第13回 - 小野友樹（10月5日・10月12日）
- 第14回 - 内田彩（10月19日・10月26日）
- 第15回 - 福山潤（11月2日・11月9日）
- 第16回 - 南條愛乃（11月16日・11月23日）
- 第17回 - 浪川大輔（11月30日・12月7日）
- 第18回 - 伊瀬茉莉也（12月14日・12月21日）
- 第19回 - 総集編（12月28日）
- 第20回 - 鈴村健一（2015年1月11日・1月18日）
- 第21回 - 谷山紀章（1月25日・2月1日）
- 第22回 - 逢坂良太（2月8日・2月15日）
- 第23回 - 池田秀一（2月22日・3月1日）
- 第24回 - 伊藤かな恵（3月8日・3月15日）
- 第25回 - 内田真礼（3月22日・3月29日）

## スタッフ
- 構成・演出 - 石川智徹
- ディレクター - 柏木学、小松崎真彦
- AP - 小菅敬至
- 広報 - 菅田肇
- キャスティングプロデューサー - 成毛克憲
- プロデューサー - 久國康子
- 撮影 - 高砂よういち
- タイトル - 名古屋菜月
- 編集・CG - 桜井克也
- 音響効果 - 本間孝男
- ヘアメイク - akkey
- 作家 - ゆーやん
- 制作協力 - 30Frame
- 技術協力 - ポジティヴワン、オムニバスジャパン、スポット